# Пятница Городня
Городня Пятница — историческое село на территории Медынском районе Калужской области России.
Сохранилось старое кладбище. В 18 веке известен как Пятницкий церковный погост.

## Название
Городня — огороженное населённое место. Пятница Параскева — в честь Пятницкого погоста.

## География
Находится в пределах Смоленско-Московской возвышенности Русской равнины, на реке Городенка (притоке Шани).

## История
В 1782-м году здесь находился церковный погост Пятницкий.
В 1863-м году Пятница-Городня — село духовное, владельческое. При нём — православная церковь Параскевы Пятницы. Относилось ко 2-му стану Медынского уезда, на правой стороне Варшавского шоссе
Здесь располагалась церковно-приходская начальная школа
До упразднения уездно-губернского деления входило в состав Романовской волости Медынского уезда.

## Население
В 1863-м году 18 жителей.

## Известные уроженцы, жители
- Медынский Григорий Александрович (1899—1984) — русский писатель, публицист. Его отец служил в церкви села[7], сам он провёл здесь детские годы и посвятил селу книгу «Ступени жизни: Лирико-публицистическое повествование» (1981).

## Достопримечательности
При въезде в урочище находится памятник «В память о писателе Григории Александровиче Медынском».

## Транспорт
Урочище доступно по региональной автодороге 29Н-311.